# Gare de Machelen (Flandre-Orientale)
Ne doit pas être confondu avec Gare de Machelen (Brabant flamand).
La gare de Machelen est une gare ferroviaire belge, fermée, de la ligne 75, de Gand-Saint-Pierre à Mouscron (frontière) située à Machelen, section de la commune de Zulte, dans la province de Flandre-Orientale.

## Histoire
La halte de Machelen a été inaugurée en 1839 ou 1840 par les Chemins de fer de l'État belge sur la section Gand - Deynze de la ligne de Gand-Sud à Courtrai et Mouscron (frontière) mise en service de 1838 à 1842. Halte temporaire en 1840, elle est par la suite seulement desservie les lundis, vendredis et dimanches et n'est plus desservie en 1848. Rouverte à titre d'essais en 1850, elle devient finalement une gare au lieu d'une "halte de non perception" et recevra un bâtiment de gare de plan type 1881 vers 1894.
En 1918, le bâtiment de la gare est fortement endommagé par faits de guerre ; il est réparé après la guerre.
En 1978, la SNCB met fin à la desserte voyageurs des gares de Machelen, Olsene et Zulte. Le bâtiment de la gare de Machelen est rasé dans les années 1980).